# لورين غلازير
لورين غلازير هي ممثلة كندية، ولدت في 7 يناير 1985 في كيلونا في كندا.

## أعمال

### أفلام
- قتلة[4][5]

### مسلسلات
- مايندهنتر

## وصلات خارجية
- لورين غلازير على موقع IMDb (الإنجليزية)
- لورين غلازير على موقع روتن توميتوز (الإنجليزية)
- لورين غلازير على موقع أول موفي (الإنجليزية)
- لورين غلازير على موقع قاعدة بيانات الفيلم (الإنجليزية)